# Avelgemse Scheldemeersen
De Avelgemse Scheldemeersen is een natuurgebied nabij de West-Vlaamse plaats Avelgem. Het gebied, dat meer dan 100 ha groot is, wordt beheerd door Natuurpunt.
Voordat de Schelde bedijkt werd was dit een overstromingsvlakte. Toen de Schelde omstreeks 1973 rechtgetrokken werd ontstonden enkele afgesneden Schelde-armen ofwel coupures. De meersen ofwel beemden zijn soortenrijke graslanden waar, naast diverse soorten zegge, ook brunel, grote ratelaar en poelruit te vinden is. Ook vindt men er allerlei aan het water gebonden dieren als amfibieën en libellen. Slechtvalk en blauwborst worden er waargenomen.
Bijzonder is de sleedoornpage. Sinds 2012 werd de zeeprik, die sinds 1940 uitgestorven gewaand was in België, weer waargenomen.
Het gebied is vrij toegankelijk.